# Polityka Niemiec hitlerowskich wobec Szwecji
Szwecja w okresie I wojny światowej, dwudziestolecia międzywojennego oraz II wojny światowej była krajem neutralnym, ale polegała na Niemczech, również w czasie istnienia Niemiec hitlerowskich, z powodu niemieckiego rynku zbytu szwedzkiej rudy żelaza. Państwo szwedzkie stopniowo ograniczało jednak handel z III Rzeszą od 1944 roku. Stosunki dyplomatyczne Szwecji z III Rzeszą zakończyły się 7 maja 1945, po kapitulacji hitlerowców.

## Stosunek Hitlera do Szwecji po zdobyciu przez niego władzy w Niemczech
Po zdobyciu władzy przez Adolfa Hitlera w Niemczech wzrosło zainteresowanie wymianą gospodarczą z krajami skandynawskimi, w tym Szwecją. Kraje skandynawskie wejść miały w obręb hitlerowskiej gospodarki „wielkich przestrzeni”, bowiem Niemcy jako centrum przemysłowe potrzebowały „surowcowych peryferii”, do których włączono obszary Europy Północnej, np. szwedzka ruda żelaza. Interes gospodarczy miał być ściśle powiązany z wymogami nazistowskiego ekspansjonizmu polityczno-wojskowego. W 1935 roku w eksporcie Szwecji Niemcy były stopniowo wypierane przez Anglików. W połowie lat trzydziestych Szwecja weszła w fazę balansowania gospodarczego i częściowo politycznego między Anglią i Niemcami. Jednak zarówno III Rzesza, jak i Wielka Brytania, nie gwarantowały Szwecji optymalnych warunków wymiany ekonomicznej. W latach 1933–1937 udział Niemiec w szwedzkim imporcie spadł z około 29% do 20%, a w eksporcie wzrósł z 10,7% do 15,4%. W 1933 roku rozmiary niemieckiej wymiany gospodarczej ze Szwecją wynosiły 294 mln M, a w 1935 roku osiągnęły 360 mln M. W latach 1928–1933 w przywozie rudy żelaznej Niemiec rola Szwecji wzrosła z 34 do 54%. Dla Niemiec rynek szwedzki był ważny również dlatego, że już około 1934 roku Szwecja ostatecznie wyszła z wielkiego kryzysu gospodarczego.
Już w okresie międzywojennym zainteresowanie Hitlera sprawami Szwecji było bardzo duże m.in. ze względu na dogodne w stosunku do Niemiec usytuowanie polityczno-wojskowe Szwecji, związki naukowe, a także na przodującą pozycję w nazistowskim micie o rasie nordyckiej. W związku z tym rozpoczęto „podbój” propagandy Skandynawii. Po 1933 roku rozbudowano kadrowo oraz dofinansowano z III Rzeszy ambasadę niemiecką w Sztokholmie, która stała się głównym ośrodkiem propagandy nazistowskiej w Europie Północnej. Rzecznikiem III Rzeszy w polityce z krajami skandynawskimi był czołowy ideolog niemiecki faszyzmu, szef Außenpolitisches Amt (urząd do spraw zewnętrznych) przy centralnych władzach NSDAP – Alfred Rosenberg. Uważał on, że należałoby stworzyć „niemiecko-skandynawski blok państw”, który zabezpieczyłby Europę przed falą komunizmu. Niemiecka obsesyjna myśl dotyczyła przede wszystkim budowy tzw. Rzeszy Wielkogermańskiej, pod politycznym, wojskowym i duchowym przewodnictwem Niemiec. Tym celom propagandy politycznej w krajach skandynawskich służyć miało działające w Lubece Towarzystwo Nordyckie. Z tymże Towarzystwem czynnie współpracowała faszystowska elita władzy z Rosenbergiem, Himmlerem, Darré i innymi decydentami III Rzeszy na czele. Szwedzi jednak nie dali się zwieść tym sugestywnym i ambicjonalnym hasłom nazistowskiej propagandy. Tylko nielicznych zafascynował nazizm oraz ideologia nordycka, m.in. szwedzkiego publicystę Fredrika Bööka, podróżnika Svena Hedina. Niektórzy szwedzcy nacjonaliści żądali od Niemiec, by prowadziły aktywniejszą politykę na obszarze bałtycko-skandynawskim. Bezkrytyczny wobec Niemiec był sam król Gustaw V, który wiosną 1933 roku spotkał się z Hindenburgiem i nie dostrzegał niemal żadnego zagrożenia dla pokoju europejskiego ze strony III Rzeszy.

## Ugrupowania parafaszystowskie w Szwecji
Na przełomie lat 20. i 30. działało w Szwecji kilkanaście ugrupowań parafaszystowskich, kopiujących włoskie i niemieckie wzorce ideologiczne charakteru autorytarnego i rasistowskiego. Powstała w 1933 roku Szwedzka Narodowa Socjalistyczna Partia Robotnicza miała pewne wpływy wśród drobnomieszczaństwa szwedzkiego, korpusu oficerskiego oraz młodzieży akademickiej Uppsali i Lund. Organizacje o charakterze szowinistycznym i bojówkowym powstawały również wśród młodzieży, np. Nordisk Ungdom. Nastrojom autorytarnym i parafaszystowskim ulegali również młodzi szwedzcy konserwatyści czy aktywiści z Ligi Chłopskiej. Jednak mimo krzykliwej propagandy faszyści szwedzcy nie cieszyli się zbyt dużym poparciem społeczeństwa. W wyborach do parlamentu w 1936 roku uzyskali jedynie 0,7% głosów (poniżej 20 tysięcy).
U progu lat 30. szwedzcy liberałowie (np. J. Wickam) potępiali wszelkie formy nazizmu, gwałtu i totalitaryzmu, m.in. w nazistowskich Niemczech. Również szwedzcy socjaldemokraci przeciwstawiali się niemieckiej „brunatnej ideologii”, uważając, że zagraża ideologicznie, politycznie, duchowo i moralnie krajom i społeczeństwom skandynawskim. Faszyzm niemiecki w rozumieniu przeciętnego Szweda oznaczał dyktaturę wojskowo-polityczną, zaprzeczenie rządów parlamentarnych, powszechny terror i systematyczne gwałcenie praw jednostki. W Szwecji już w latach 1933-1934 działały antywojenne i antyfaszystowskie komitety. W szeregach szwedzkich socjaldemokratów i komunistów domagano się bojkotu wszelkich form wymiany handlowej i kulturalnej z III Rzeszą. W maju 1935 roku szwedzcy intelektualiści i ludzie kultury stworzyli organizację antyfaszystowską: Front Kulturalny. Sam premier Szwecji Per Albin Hansson nie ukrywał swej antypatii do reżimu faszystowskiego w Niemczech. Natomiast minister spraw zagranicznych Rickard Sandler nie rezygnował z wizyt niemieckich polityków, bowiem interesy gospodarcze górowały nad antyfaszystowskimi poglądami, a ruda żelaza była niezbędna dla Rzeszy.

## Handel rudą, jego przyczyny i skutki
Dojście do władzy nazistów w Niemczech uwarunkowało wzrost zainteresowań sprawą niemiecką w Szwecji, zwłaszcza chodzi tutaj o korzystny handel rudą. Można powiedzieć, że zyskany zbyt rudy żelaza na rynku niemieckim w poważnym stopniu uwarunkował i ukierunkował w kwestii niemieckiej oficjalną politykę zagraniczną rządu szwedzkiego, szczególnie po 1933 roku Sandler był za polityką twórczej neutralności, za tzw. rozbrojeniem zabezpieczonym, za stosowaniem efektywnych sankcji wobec agresorów. Chciał czynnej i wielostronnej współpracy krajów skandynawskich, również w kwestii niemieckiej. Minister spraw zagranicznych Szwecji był świadom, że zarówno jego kraj, jak i Niemcy są zainteresowane rozszerzeniem wzajemnych stosunków politycznych i gospodarczych.

## Zmiana polityki szwedzkiej
Rok 1935 można uznać za początek nowego rozdziału historii Szwecji, jeśli wziąć pod uwagę jej bilateralne stosunki z Niemcami. Jest kilka przyczyn tego twierdzenia, m.in. podpisanie 18 czerwca 1935 roku angielsko-niemieckiego układu morskiego, który otwierał Niemcom drogę do rekonstrukcji floty i uzyskania dominacji nad Bałtykiem; fiasko sankcji Ligi Narodów sprawiło, że Szwecja wraz z innymi państwami skandynawskimi podjęła próby pogłębiania swych wzajemnych więzi, współpracy politycznej, gospodarczej i wojskowej. Poza tym od połowy lat 30. Szwecja znacznie zintensyfikowała oraz tematycznie rozszerzyła zakres swych kontaktów z III Rzeszą, głównie w dziedzinie gospodarczej.
Już w 1936 roku całą Skandynawię, w tym także Szwecję, objął mechanizm obaw i nadmiernej ostrożności do wszystkiego, co działo się w Niemczech. Doprowadziły do tego powszechnie przyjęte zasady neutralizmu, które zdeterminowały politykę zagraniczną tych państw. Przykładem na to była zgoda ich rządów na włączenie Nadrenii w organizm państwowo-wojenny i gospodarczy Niemiec. Zarazem okazało się, że w praktyce neutralność okazała się mało skuteczna. W kwietniu 1936 roku Szwecja wraz z Finlandią, Hiszpanią, Szwajcarią i Holandią złożyły notę, w której wskazały na powagę sytuacji międzynarodowej i niewypełniania zobowiązań płynących z paktu Ligi Narodów. Uwagę na słabnącą pozycję Ligi Narodów jako uniwersalnej instytucji w rozwiązywaniu coraz to częstszych konfliktów międzynarodowych zwracał Sandler. Jednocześnie pochwalał on „spontaniczną i bezaliansową politykę między wolnymi państwami Skandynawii” i taktykę „stania na uboczu od podzielonego świata”. Wobec potęgujących się rozmiarów zbrojeń w Niemczech i we Włoszech koła wojskowe i ugrupowania konserwatywno-chłopskie w Szwecji apelowały o wypracowanie skuteczniejszych zasad „zbrojnego pokoju”, lecz ich apele nie znajdowały poparcia. Był to czas kiedy programowy „skandynawski blok państw neutralnych i pokojowych” stawał się czymś iluzorycznym.

## Działania zależne od państw skandynawskich
Kolejny rok to okres, kiedy Szwecja i jej działania polityczne zależne były od całego „bloku państw skandynawskich”. W 1937 roku wobec pogarszającej się koniunktury na rynkach, koła gospodarcze III Rzeszy zainteresowane były dowozem rudy ze Szwecji, drewna i celulozy z Finlandii i Norwegii, importem żywności z Danii. Teraz Niemcy, a nie Wielka Brytania były liczącym się partnerem gospodarczym i politycznym dla krajów skandynawskich. Wizyta Sandlera w Londynie w marcu 1937 roku, a w kwietniu także premiera Danii Thorvalda Stauninga potwierdziły, iż Wielka Brytania wykazuje stosunkowo małe zainteresowanie regionem skandynawsko-bałtyckim. Anglicy biernie reagowali na rosnącą w tym regionie niemiecką obecność gospodarczą, pomimo iż liczył się on w ich obrotach handlowych. Równocześnie niemieccy geopolitycy podkreślali coraz widoczniejszą ekspansję gospodarczą, polityczną i wojskową ZSRR w Arktyce i na Bałtyku. Wiązało się to z koncepcją „rosyjskiego zagrożenia” w tej części Europy. Coraz pilniej i wszechstronniej „problemy bezpieczeństwa północnej Europy” interesowały polityków i wojskowych skandynawskich. Problem ten był przedmiotem dyskusji północnoeuropejskich ministrów spraw zagranicznych na konferencji w kwietniu 1937 roku w Helsinkach. Mówiono nawet o niebezpiecznej rywalizacji radziecko-niemieckiej na Bałtyku. Nic konkretnego jednak nie uczyniono dla efektywniejszego zagwarantowania bezpieczeństwa zbiorowego ani w dziedzinie wojskowej, ani też na płaszczyźnie politycznej. Propozycja Sandlera o konieczności budowy silnego „bloku państw bałtyckich” spotkała się z obojętną reakcją szefów dyplomacji pozostałych krajów skandynawskich, wyrazili oni jedynie przekonanie, że stworzenie takiego bloku powinno nastąpić dopiero wówczas, gdy realne będzie zagrożenie np. ze strony Niemiec czy ZSRR.
W 1938 roku polityka Szwecji ciągle zmierzała w tym samym kierunku, co w roku poprzednim. Od 6 do 18 kwietnia 1938 roku odbyło się w Oslo spotkanie skandynawskich ministrów spraw zagranicznych, na którym ponownie zastanawiano się nad formami współpracy wojskowej krajów skandynawskich. Postanowiono jedynie stać na uboczu od wielkomocarstwowych konfliktów, ale problem niemiecki stawał się coraz bardziej niebezpieczny. Do ponownego spotkania ministrów spraw zagranicznych państw skandynawskich doszło 27 maja – spotkali się oni dla omówienia ogólnych zasad prowadzenia polityki neutralności w warunkach coraz realniejszego zagrożenia pokoju światowego. Ustalone reguły zgodne były z zasadami deklaracji londyńskiej z grudnia 1912 roku.
W Szwecji coraz mniej liczono się z konstruktywną rolą Ligi Narodów w rozwiązywaniu konfliktów międzynarodowych. Po burzliwej debacie 1 czerwca 1938 roku parlament wnioskował o pozostanie Szwecji w Lidze Narodów, ale z prawem do niezależnego podejmowania decyzji co do wprowadzenia w życie art. 16 paktu Ligi. Na konferencji kopenhaskiej odrzucono przestrzeganie obligatoryjnego charakteru sankcji Ligi (23-24 VII 1938 r. Oslo). Wobec napiętej sytuacji polityczno-wojskowej w Europie potwierdzono, iż polityka neutralności małych państw jest optymalnym rozwiązaniem alternatywnym. Anschluss przez wojska III Rzeszy (12 marca 1938 roku) zrozumiany został w krajach skandynawskich jako konkretny przejaw narastającej agresji nazistowskiej. W Szwecji domagano się coraz większych nakładów na obronę powietrzną oraz wybrzeży kraju i dyskutowano o konieczności efektywnej współpracy wojskowej małych, neutralnych krajów wobec zagrożenia ze strony wielkomocarstwowych państw totalitarnych. W 1938 roku Szwecja powiększyła swe wydatki wojskowe, mówiło się o fortyfikacji Wysp Alandzkich i wzmocnieniu systemu obronnego Szwecji północnej.

## Stosunek Szwecji do Finlandii
Kolejną sprawą zajmującą Szwecję w 1938 roku były jej nie najlepsze stosunki z Finlandią. Chodziło tutaj głównie o nierozwiązaną kwestię Wysp Alandzkich. Od kwietnia do września 1938 roku trwały rozmowy między wojskowymi i politykami z obydwu krajów w tej ważnej kwestii. W dodatku obydwie strony zdawały sobie sprawę, iż problemem alandzkim interesują się zarówno wojskowi i politycy radzieccy, jak i niemieccy. Początkowo władze szwedzkie w tej kwestii zajmowały stanowisko wyczekujące, m.in. pilnie śledząc reakcje niemieckie w tej ważnej wojskowo sprawie. W Berlinie zainteresowano się wystąpieniem Sandlera (8 IX 1938 r.), który akceptował status quo, zarazem jednak nie wykluczał szwedzkiej interwencji w kwestii alandzkiej, jeśliby tak ważnie usytuowanym strategicznie wyspom groziło niebezpieczeństwo z zewnątrz. W dniu 14 października 1938 roku von Blücher raportował do szefa wydziału MSZ w Berlinie, Gründherna, iż władze szwedzkie zamierzają fortyfikować Wyspy Alandzkie obawiając się ataku niemieckiego na ten archipelag. Ewentualna fortyfikacja i inne urządzenia wojskowe na Wyspach Alandzkich niepokoiły wszystkich zainteresowanych partnerów; stanowiłyby bowiem pogwałcenie konwencji alandzkiej z 1920 roku i fińskiej polityki neutralności. Na konferencji w niemieckim MSZ podkreślano, iż fortyfikacje alandzkie są bardziej skierowane przeciw bezpieczeństwu ZSRR niż Niemiec. Ważne było tylko to, by niemieckie statki przewożące przez Zatokę Botnicką do Rzeszy rudę północnoszwedzką miały w czasie wojny zagwarantowane bezpieczeństwo. Ważne były nie tylko racje gospodarcze, ale przede wszystkim strategiczne usytuowanie archipelagu.

## Wybuch II wojny światowej
Przed wybuchem II wojny światowej w Szwecji powszechne było optymistyczne przekonanie, że uniknie ona wciągnięcia do wojny między mocarstwami. Nietrudno sobie wyobrazić jakie zaskoczenie wśród Szwedów wywołał wybuch wojny, a przede wszystkim zaatakowanie Gdańska. Szwecja, podobnie jak Dania i Norwegia ogłosiła neutralność wobec konfliktu a 3 września stan pogotowia obronnego. Szwedzki parlament uchwalił również przeznaczenie dodatkowych funduszy na poprawę obronności kraju. Szwecja wstrzymała chwilowo dostawy rudy do Niemiec, które wynosiły w 1939 roku 10 mln ton. Groziło to jednak zawieszeniem przez Niemcy eksportu do Szwecji koksu, węgla, nawozów sztucznych i innych artykułów. Natomiast kontynuacja handlu z Niemcami groziła represjami ze strony Francji i Wielkiej Brytanii. Niewiadoma była kwestia handlu, natomiast 19 października 1939 roku znana była już droga jaką objęła Szwecja wobec wojny, tego dnia potwierdzono w Sztokholmie Deklarację Neutralności – przestrzeganie ścisłej neutralności i ścisła współpraca państw Północy. 7 grudnia 1939 r. Szwecja zawarła układ z Wielką Brytanią, która wyraziła zgodę na szwedzką wymianę handlową z Niemcami na poziomie z 1938 r., a już 22 grudnia podpisała szwedzko-niemiecki układ handlowy. Niemcy, którym bardzo zależało na dostawach rudy żelaza, zaakceptowały szwedzkie warunki łącznie z poszerzeniem pasa wód terytorialnych z 3 do 4 mil morskich.

## Wybuch wojny fińsko-radzieckiej
Mimo przekonania o konieczności zachowania neutralności wszystkich państw skandynawskich, co potwierdził zjazd sztokholmski, postawa ta uległa gwałtownemu wstrząsowi na skutek wybuchu wojny fińsko-radzieckiej 30 grudnia 1939 roku. Początek konfliktu radziecko-fińskiego nie przyniósł ze strony Szwecji zadeklarowania neutralności, uchodziła ona jedynie za „państwo nie biorące udziału w wojnie”. Dlatego też rząd szwedzki odmówił bezpośredniego włączenia się do wojny (ponowił to w lutym 1940 r., kiedy rząd fiński oficjalnie zwrócił się o pomoc). Jednak rząd szwedzki udzielił Finlandii pomocy ekonomicznej, dostarczał jej broń i materiały wojenne z własnych zapasów, jak i tranzytu dostaw z Anglii i Francji. Zorganizował również zbiórki dla niej, jak i składający się z 8,5 tysiąca żołnierzy korpus ochotniczy oraz eskadry lotnicze. Hansson nie wyraził również zgody na prośbę Anglii i Francji o tranzyt ich wojsk do Finlandii przez teren Szwecji, nie skąpiąc przy tym wysiłku do przyspieszenia zakończenia konfliktu. 27 lutego 1940 roku premier Hansson uzasadnił Väinö Tannerowi swoją odmowę na kolejne prośby o pomoc zbrojną kierowane przez rząd fiński do szwedzkiego. Tłumaczył to tym, że Niemcy bezpośrednio i oficjalnie powiadomiły rząd szwedzki, iż wysłanie regularnych wojsk uwikła Szwecję w II wojnę światową. Jednocześnie Hansson namawiał Tannera do podpisania pokoju, obiecując pomoc gospodarczą. 12 marca 1940 r. w Moskwie podpisano traktat pokojowy, Finlandia utraciła 40 tysięcy km kwadratowych powierzchni.
Sytuacja Szwecji w czasie ocierania się wojny o jej granice była od września 1939 r. niezmiernie trudna i napięta. Wprawdzie z konfliktu radziecko-fińskiego wyszła obronną ręką, lecz kryzys związany z brytyjskim dążeniem do przerwania dostaw do Niemiec szwedzkiej rudy żelaza trwał nadal i groził wciągnięciem jej do wojny. Sytuacja była tym gorsza, że Niemcy zamierzały czekać na rozwój wydarzeń i chciały wyprzedzić akcję brytyjsko-francuską. 31 marca i 1 kwietnia 1940 roku poseł Arvid Rickert wysłał z Berlina do Sztokholmu trzy zaszyfrowane depesze. Informowały one o koncentracji wojsk niemieckich w bałtyckich portach oraz uprzedzały, że możliwa jest „prewencyjna akcja” Niemiec w celu opanowania szwedzkiego zagłębia rudy żelaza, a najprawdopodobniej także norweskich portów. W odpowiedzi Sztokholm zlecił Rickertowi interwencję dyplomatyczną. W związku z tym 2 kwietnia ambasador Szwecji złożył wizytę wiceministrowi Ernstowi von Weizsäckerowi, lecz ten zrobił unik i powiedział, że nic nie jest mu w tej sprawie wiadome. Rickert wyciągnął z tej rozmowy następujący wniosek: sytuacja jest poważna, choć bezpośrednia inwazja Szwecji nie grozi.
Uspokajające meldunki z Berlina wpłynęły na umiarkowane kontrakcje militarne Szwecji. Przerzucono wojska z północnych prowincji na południe, do Skanii. Ponieważ przepustowość szwedzkich kolei była jednak ograniczona, doraźnie w południowych rejonach kraju wzmocniono posterunki obserwacyjno-meldunkowe. Król Szwecji Gustaw V 8 grudnia 1939 r. na naczelnego dowódcę sił zbrojnych wyznaczył dotychczasowego szefa sztabu generalnego gen. por. Olofa Thörnella. Zabrał się on energicznie do rozbudowy i modernizacji armii. Miała ona osiągnąć pułap 218 tysięcy żołnierzy wszystkich trzech rodzajów sił zbrojnych. 4 kwietnia Thörnell zaproponował ogłoszenie powszechnej mobilizacji, lecz rząd uznał takie przedsięwzięcie za przedwczesne. Udzielił jedynie zgody na wydzielenie sił do obrony zagłębia rudy żelaza w rejonie Kiruny, w północnej Szwecji. Ponieważ Christian Günther został powiadomiony o koncentracji niemieckich okrętów i wojsk lądowych, zdecydowano się przeprowadzić jedynie częściową mobilizację, która pod naciskiem naczelnego dowódcy została poważnie rozszerzona. Jednak Szwecja nie była gotowa do odparcia ewentualnego najazdu.

## Agresja III Rzeszy na Danię i Norwegię
9 kwietnia 1940 roku nastąpił napad Niemiec nazistowskich na Danię i Norwegię, a rząd szwedzki ponowił deklarację o zachowaniu neutralności. Wcześniej jednak Günther otrzymał od księcia Wieda niemieckie memorandum. Memorandum to zawierało żądania niemieckiego rządu, m.in. oczekiwał on ze strony Szwecji przestrzegania neutralności, zwłaszcza rezygnacji z przedsięwzięć w zakresie mobilizacji i rozwinięcia sił zbrojnych, nieopuszczania szwedzkich wód terytorialnych przez szwedzkie jednostki floty wojennej w Sundzie i Kattegacie, wzdłuż wybrzeża aż do Karlskrony. Była tam również mowa o możliwości wykorzystywania przez niemieckie placówki w Norwegii linii telefonicznych biegnących przez terytorium Szwecji oraz ciągłym dostarczaniu rudy zgodnie z ustaleniami umowy handlowej. Rząd szwedzki przekazał Wiedowi pozytywną odpowiedź, informując zarazem Niemców o podjęciu przedsięwzięć obronnych.
Rząd szwedzki bez wahania odrzucił prośbę rządu norweskiego o udzielenie zbrojnej pomocy. Poza tym skrupulatnie rozbrajał i internował norweskie wojska przekraczające szwedzką granicę. 12 kwietnia odmówił też Norwegii pomocy finansowej i dostaw sprzętu wojennego. Dzięki temu, że odciął się od wojny norwesko-niemieckiej, rząd szwedzki nie dał Niemcom najmniejszego pretekstu do zaatakowania Szwecji.

## Stosunek III Rzeszy do Szwecji

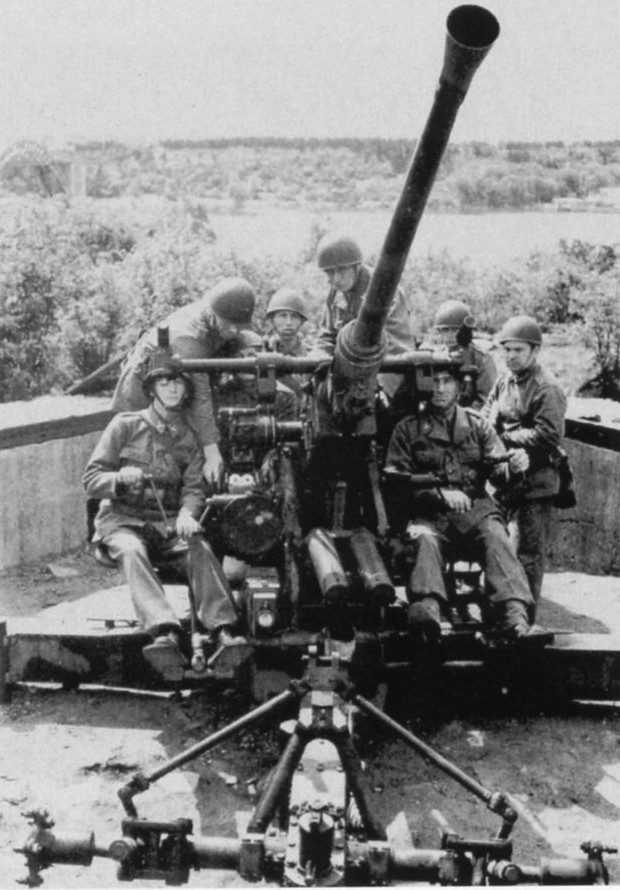
Szwedzka artyleria przeciwlotnicza

Podbój Szwecji nie był jednoznacznym celem strategii militarnej nazistowskich Niemiec w 1940 roku. Neutralna i przychylna Niemcom Szwecja mogła bowiem przynieść III Rzeszy większe korzyści polityczne i gospodarcze niż podbita. Postawa ścisłej neutralności, zajęta przez rząd szwedzki po 9 kwietnia, początkowo zadowoliła Hitlera, w miarę jednak komplikowania się sytuacji w Norwegii i obaw o wojska izolowane w Narwiku, postanowił on wykorzystać terytorium tego kraju. Dlatego też 15 kwietnia szwedzka delegacja na czele z Fabianem Tammmem przybyła do Berlina. Przedstawiciele strony niemieckiej, z Hermannem Göringiem na czele, zapewniali o chęci respektowania szwedzkiej neutralności, coraz częściej napomykając o Narwiku i „chwilowych trudnościach transportowych”, by z kolei wręcz zaproponować zgodę rządu szwedzkiego na tranzyt wojsk niemieckich przez terytorium Szwecji. Ponieważ jak się okazało linie kolejowe prowadzące od granicy szwedzkiej do Narwiku i Trondheimu znalazły się całkowicie w rękach niemieckich, kwestia Narwiku została rozwiązana. Rząd szwedzki wyraził zgodę na tranzyt do Narwiku jednego pociągu sanitarnego, a 23 kwietnia – na ewakuację 528 marynarzy, w tym 159 ciężko rannych.
Niepowodzenie sprzymierzonych w Norwegii, a od 10 maja na froncie zachodnim zmusiły rząd szwedzki do dalszego uelastyczniania polityki wobec Niemiec. Po zgodzie na przepuszczenie trzech składów pociągów z artylerią, amunicją i umundurowaniem, a w drodze powrotnej 2,5 tysiąca marynarzy z niemieckich jednostek Kriegsmarine zatopionych w Narwiku przez Anglików, przyszedł czas na udzielenie kolejnej. A mianowicie uzgodniono możliwość przejazdu 300 osób personelu medycznego.
Po klęsce we Francji sytuacja wewnętrzna Szwecji uległa dalszemu pogorszeniu. Rząd szwedzki wybrał w stosunku do Niemiec politykę wymuszonych ustępstw i gry na zwłokę. Jej wyrazem były ustępstwa handlu z Niemcami oraz zgoda na tranzyt wojsk niemieckich. Szwecja, choć neutralna, uzależniona była od nazistowskich Niemiec. Była to oczywiście sytuacja bardzo wygodna dla III Rzeszy, przez Szwecję usiłowała ona załatwiać niektóre problemy polityczne, np. wpłynąć na Wielką Brytanię, by zawarła pokój z Niemcami.

## Ustępstwa Szwecji wobec III Rzeszy
Ustępstwa Szwecji na rzecz Niemiec nie ograniczyły się do tranzytu żołnierzy i materiałów wojennych. Już w lipcu 1940 roku zawarto nową umowę handlową, zwiększając import szwedzkich towarów do Niemiec. Jednak te ustępstwa nie zadowalały Niemców – dążyli oni do wciągnięcia Szwecji w swoją politykę, ekonomikę i strategię. Na żądanie rządu III Rzeszy szwedzka marynarka zaminowała swe wody terytorialne na Bałtyku, by uniemożliwić przedostanie się na ten akwen angielskich okrętów podwodnych.
22 czerwca 1941 roku przybył do stolicy Szwecji przedstawiciel Ribbentropa – Paul Schnurre, wręczył Güntherowi memorandum zawierające niemieckie żądania w związku z agresją III Rzeszy na ZSRR. Pierwsza grupa żądań dotyczyła spraw transportu i łączności, tj. udostępnienia szwedzkich linii kolejowych oraz składów pociągów dla jednorazowego tranzytu dywizji piechoty z Oslo do Finlandii, oddania na potrzeby Niemiec i Finlandii statków. Rząd szwedzki miał również wyrazić zgodę na przeloty pojedynczych samolotów nad Szwecją. Drugi kompleks żądań dotyczył wojny na morzu, a więc minowanie szwedzkich wód terytorialnych, nieprzepuszczanie radzieckich okrętów przez pola minowe itp. Tranzyt dywizji miał się odbyć na zasadach przyjętych w 1940 roku: a) pod szwedzką kontrolą: b) odrębnego przewożenia ludzi i ciężkiego sprzętu. Przeciw tranzytowi dywizji zaprotestował rząd brytyjski, natomiast rząd radziecki wyraził protest, ale nie ogłosił go w prasie, by nie pogłębiać trudności gabinetu szwedzkiego, zwłaszcza wobec faktu wyrażenia przez Szwecję zgody na reprezentację interesów ZSRR w Finlandii i innych krajach. Oprócz zgody na tranzyt niemieckiej 163 Dywizji Piechoty rząd szwedzki wyraził zgodę na chwilowe zaprzestanie otwierania ognia do zbłąkanych samolotów, na przeloty pojedynczych maszyn kurierskich przez terytorium szwedzkie, zrezygnował z minowania wód terytorialnych bez zgody dowództwa Kriegsmarine oraz zakazał korzystania ze szwedzkich wód terytorialnych przez radzieckie okręty podwodne i nawodne.

## Koniec z ustępstwami Szwecji wobec III Rzeszy
Latem 1943 roku Szwecja zaczęła rozluźniać współpracę z Niemcami. Począwszy od lipca nasilono kontrolę tranzytu niemieckich żołnierzy urlopowiczów. W sierpniu zażądali, by dowództwo Kriegsmarine zakazało U-bootom zbliżania się do szwedzkich konwojów nie tylko na terytorialnych wodach szwedzkich. We wrześniu zredukowano udział szwedzkich okrętów w konwojowaniu niemieckich statków na przybrzeżnych wodach szwedzkich pod pretekstem ograniczonych możliwości technicznych. Już w sierpniu 1943 roku wypowiedziano Niemcom umowę o tranzycie, utrzymano jedynie tranzyt osób cywilnych i rannych. W 1944 roku Szwecja ograniczyła wymianę handlową z Niemcami (m.in. przerwała dostawy łożysk kulkowych) i nie zawarła umowy handlowej na 1945 rok. W związku z rozpoczęciem w Reims rozmów o kapitulacji III Rzeszy, 7 maja 1945 r. Szwecja zerwała stosunki z Niemcami.